# Impluvio

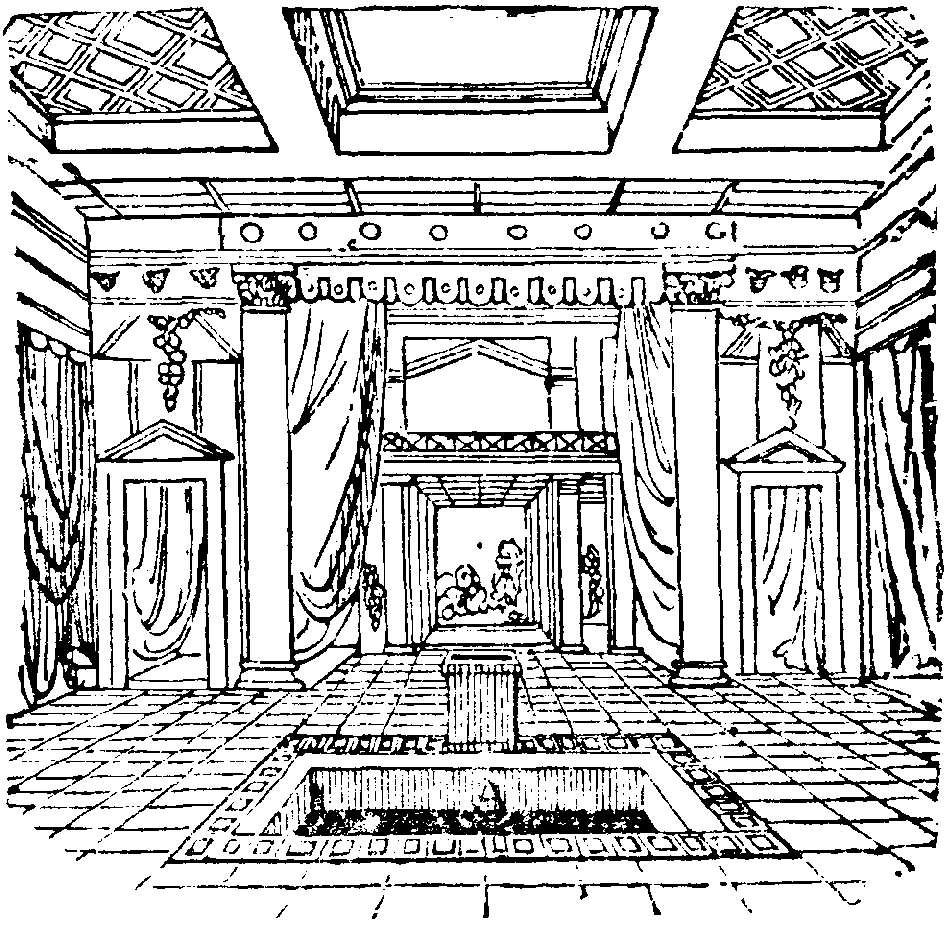
Vista del impluvium de una casa romana.

El impluvio (del latín impluvium, palabra proveniente del verbo impluere) es una especie de estanque rectangular con fondo plano, diseñado para recoger agua de lluvia que se encontraba en el vestíbulo de las antiguas casas (domus) de los griegos, etruscos y romanos.
En el impluvium desembocaba el agua de lluvia que entraba en la domus a través del compluvium (una abertura central en el techo) por donde entraba la luz del sol que iluminaba todas las habitaciones adyacentes.
El impluvium se situaba unos 30 cm por debajo del nivel del  suelo y a menudo estaba conectado a un tanque en el que se almacenaba el exceso de agua, que podía ser utilizada en momentos de necesidad. Este tanque también regulaba el calor de la casa en períodos de calor excesivo.
Los impluvium de las domus romanas, que normalmente pertenecían a familias patricias romanas, en ocasiones estaban construidos en mármol y adornados con pequeñas estatuas. En Pompeya, durante las excavaciones de la Casa del Fauno, una de las casas privadas más lujosas de la antigua ciudad, se descubrió un impluvium con una estatua de bronce de un fauno bailando en el centro, que en la actualidad se conserva en el Museo Arqueológico de Nápoles.

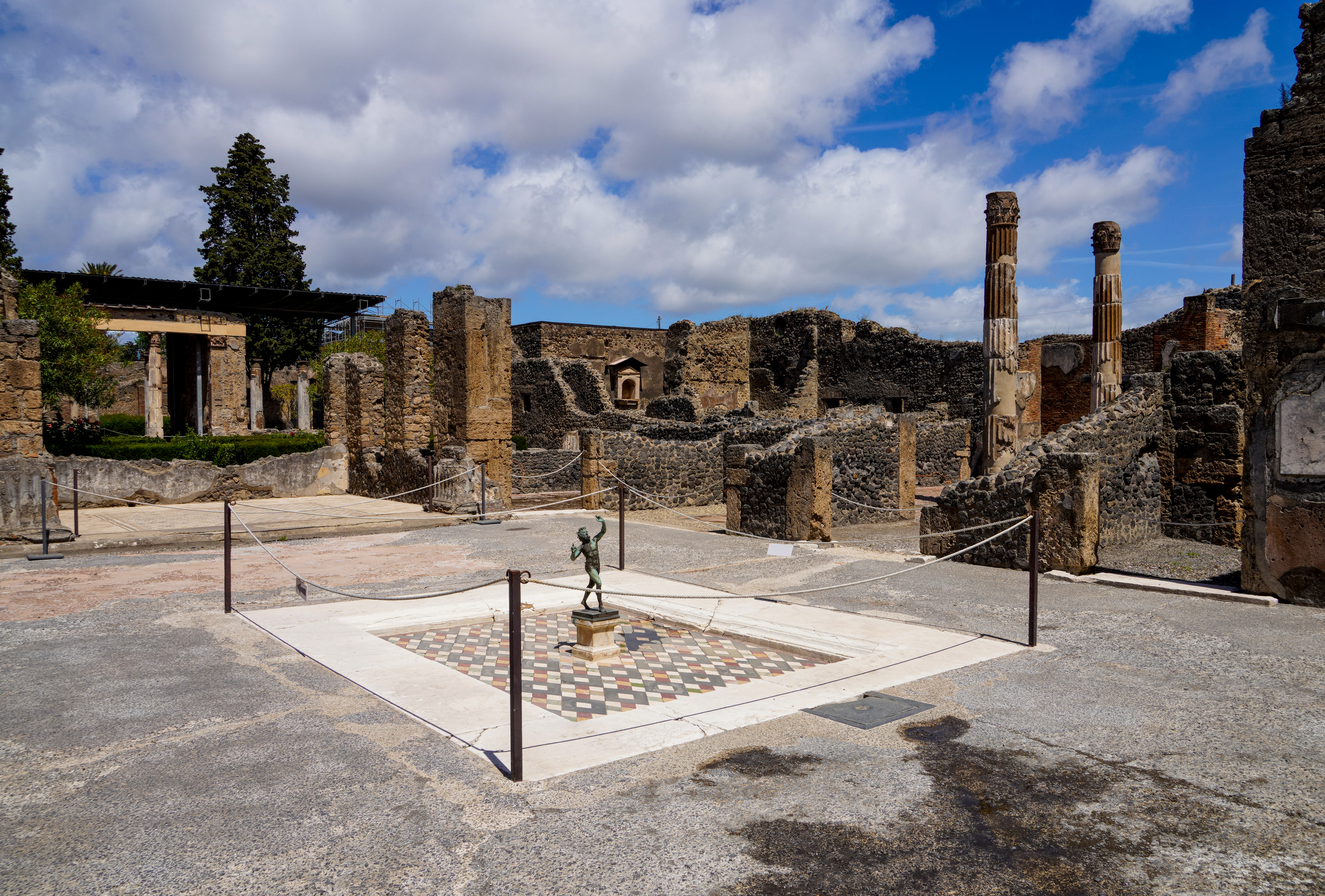
Impluvium con estatua de fauno bailando.